# Eddy Seigneur

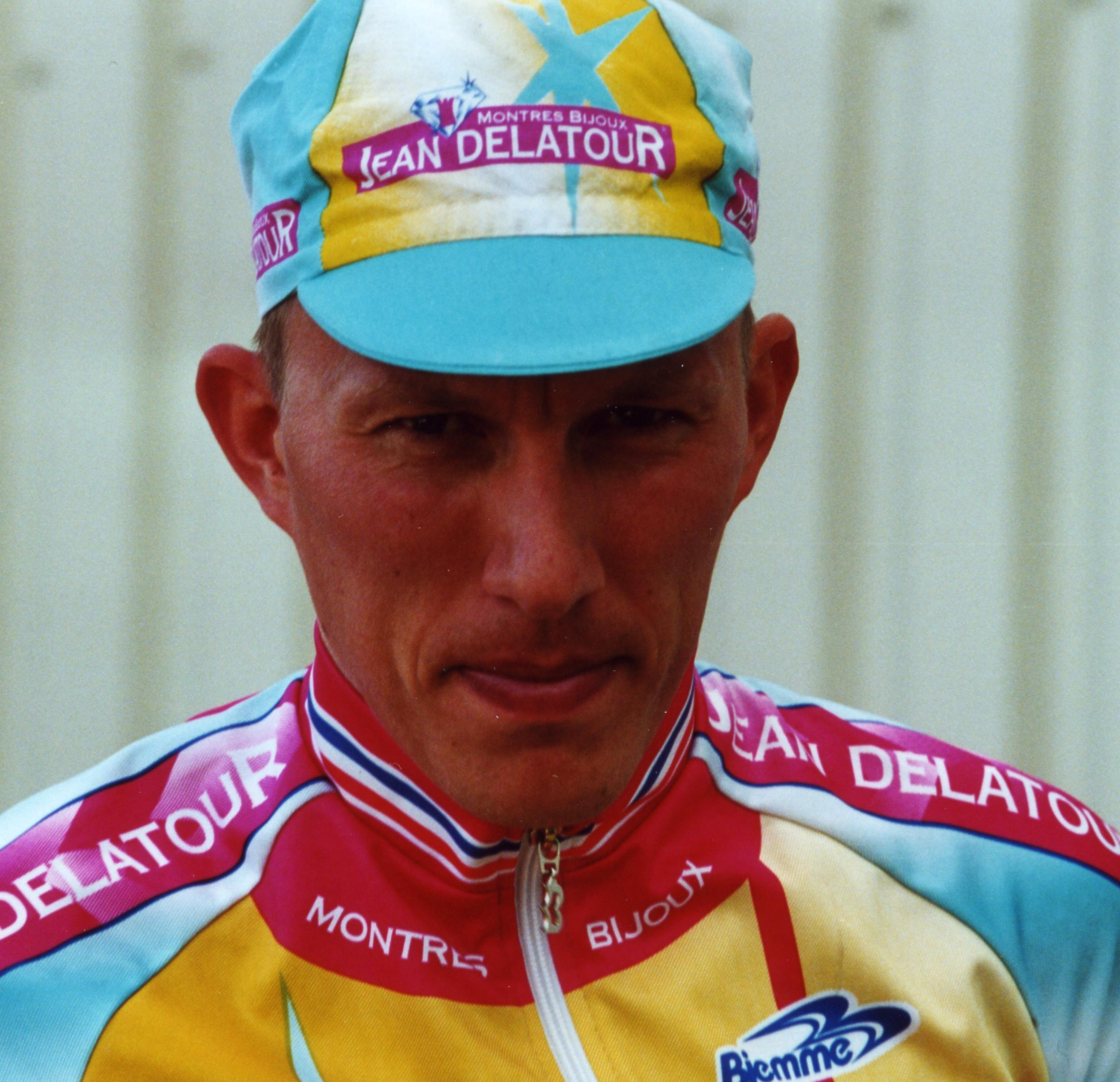
Eddy Seigneur (2000)

Eddy Seigneur (* 15. Februar 1969 in Beauvais, Frankreich) ist ein ehemaliger französischer Radrennfahrer. Seine aktive Karriere als Berufsfahrer umfasste die Jahre von 1992 bis 2005.

## Sportliche Laufbahn
Seigneur begann mit dem Radsport im Verein VC Beauvaise Oise. Er konnte in seiner Karriere eine Etappe der Tour de France gewinnen: den prestigeträchtigen letzten Abschnitt auf der Avenue des Champs-Élysées im Jahr 1994. Bekannt wurde Seigneur vor allem als vierfacher französischer Zeitfahrmeister. Sowohl seine vier Siege als auch, dass drei davon in Serie gelangen, waren lange französischer Rekord und wurden erst von Sylvain Chavanel übertroffen. Zudem konnte er einmal im Straßenrennen den französischen Meistertitel gewinnen.

## Größte Erfolge
- Tour de France: 1994: 21. Etappe
- Vier Tage von Dünkirchen: 1995
- Tour du Poitou-Charentes: 1996
- Französischer Straßenmeister:  1995
- Französischer Zeitfahrmeister:  1996, 2002–2004

## Teams
- 1992 Z
- 1993–1996 Gan
- 1997 Française des Jeux
- 1998 Gan (bis 31. Juli)
- 1998 Crédit Agricole (ab 1. August)
- 1999 Saint-Quentin–Oktos–MBK
- 2000–2003 Jean Delatour
- 2004 R.A.G.T. Semences-MG Rover
- 2005 R.A.G.T. Semences

## Persönliches
Sein erlernter Beruf ist Heizung- und Klimainstallateur. Er begann mit dem Radsport im Verein VC Beauvaise Oise.